# سرجیو لئول
سرجیو لئول (اسپانیایی: Sergio Llull‎؛ زادهٔ ۱۵ نوامبر ۱۹۸۷) یک بازیکن بسکتبال اهل اسپانیا است.